# دير عيسى (أسلم)

تعديل مصدري - تعديل

دير عيسى هي إحدى قرى عزلة أسلم اليمن بمديرية أسلم التابعة لمحافظة حجة، بلغ تعداد سكانها 210 نسمة حسب تعداد اليمن لعام 2004.